# Курятмасово
Курятмасово (баш. Ҡоръятмаҫ) — село в Давлекановском районе Республики Башкортостан Российской Федерации. Входит в состав Алгинского сельсовета.

## География

### Географическое положение
Расстояние до:
- районного центра (Давлеканово): 39 км,
- центра сельсовета (Алга): 7 км,
- ближайшей ж/д станции (Давлеканово): 39 км.

## Население
| 2002 | 2009 | 2010 |
| ---- | ---- | ---- |
| 607  | ↗632 | ↗634 |

Согласно переписи 2002 года, преобладающая национальность — башкиры (98 %).

## Религия
В селе есть мечеть.